# Horizon 2000
Horizon 2000 là chương trình khoa học của Cơ quan Vũ trụ Châu Âu trong giai đoạn 1985-2000. Chương trình được ra mắt vào năm 1985 để cơ quan có kế hoạch dài hạn, ban đầu nó bao gồm bốn nhiệm vụ "nền tảng" - SOHO / Cluster, XMM-Newton, Rosetta và FIRST (sau đổi tên thành Herschel) - Nó được dự định để thúc đẩy đáng kể kiến thức khoa học cũng như một số nhiệm vụ ít tốn kém như vệ tinh Hipparcos, các thăm dò không gian Ulysses, các Space Telescope ISO và lander Huygens sứ mệnh Cassini-Huygens và Phòng thí nghiệm Vật lý thiên văn Gamma-Ray International (INTEGRAL). Nó được mở rộng cho các nhiệm vụ khoa học hoạt động trong giai đoạn 2006-2015 bởi chương trình Horizon 2000+ và sau đó là chương trình Tầm nhìn vũ trụ bao gồm giai đoạn 2015-2025.

## Sự khởi đầu
Năm 1983, chương trình khoa học của Cơ quan Vũ trụ châu Âu (ESA) đã trải qua một cuộc khủng hoảng tài chính nghiêm trọng trong lịch sử của nó. Ngân sách tương đối nhỏ được phân bổ cho việc tạo ESA (13% tổng ngân sách) không thể đối phó với nhiều khoản phụ phí ảnh hưởng đến các nhiệm vụ khác nhau trong quá trình chuẩn bị, dẫn đến sự chậm trễ và sau đó bị hủy bỏ. Nhà vật lý Roger Bonnet được bổ nhiệm cùng năm vào vị trí đứng đầu chương trình khoa học của cơ quan quyết định sửa đổi chuyên sâu kế hoạch của hoạt động này bằng cách xác định một chiến lược dài hạn. Những lợi ích dự kiến là :
- Để làm rõ cam kết của cơ quan không gian với cộng đồng khoa học;
- Để cho phép cộng đồng khoa học và ngành công nghiệp vũ trụ chuẩn bị tốt hơn cho Để các chương trình trong tương lai đòi hỏi tiến bộ công nghệ;
- Để cho phép kết hợp tốt hơn giữa các nguồn lực và các phương tiện tài chính cần thiết.

## Nhiệm vụ Horizon 2000
Hai trong số các nhiệm vụ "nền tảng" của chương trình Horizon 2000 phản ánh vị thế của châu Âu trong lĩnh vực thiên văn học vũ trụ thông qua các công cụ châu Âu COS-B và EXOSAT, German Rosat, Italianppopo-SAX và French Sigma: XMM-Newton là đài quan sát tia X và FIRST (Kính viễn vọng hồng ngoại và cận milimet) một đài quan sát hồng ngoại mà sau này sẽ được đổi tên thành Herschel. Hai nền tảng khác được dành cho việc nghiên cứu hệ mặt trời: cặp SoHO / Cluster chịu trách nhiệm nghiên cứu Mặt trời và plasma và tàu thăm dò Rosetta chịu trách nhiệm thực hiện nghiên cứu tại chỗ về Sao Chổi. Các nhiệm vụ được đánh giá ở mức độ trung bình được chọn bao gồm các nhiệm vụ khoa học đang được phát triển tại thời điểm triển khai Horizon 2000: HIPPARCOS, ISO, Ulysses được NASA phát triển và ra mắt năm 1990 phụ trách nghiên cứu in situ các khu vực lân cận của Mặt trời, Giotto cũng như đóng góp của châu Âu cho Kính viễn vọng Không gian Hubble. Năm nhiệm vụ cỡ trung bình còn lại sẽ được chọn sau đó. Cuối cùng, các nhiệm vụ với chi phí thấp bao gồm tham gia vào các chương trình quốc tế, phát triển các thí nghiệm có thể phục hồi cho nền tảng Eureca trên tàu con thoi của Hoa Kỳ và các vệ tinh nhỏ đã được duyệt .